# Keygen
Keygen, (key generator) er et lille computerprogram, som kan generere en nøgle eller et serie-/ registrationsnummer for et stykke software eller en kryptisk algoritme.
Keygens bliver stillet til rådighed fra cracking-grupper, for gratis download fra forskellige websideer, med formålet at piratkopiere software. 
Mange folk bruger keygens til ulovligt at registrere betalingssoftware, hvilket har gjort dem til en ofte brugt måde for hackere og virus at finde vej til brugeres computere på.[kilde mangler]
| Software | Spire Denne artikel om software og programmering er en spire som bør udbygges. Du er velkommen til at hjælpe Wikipedia ved at udvide den. |